# Sidney Gavignet
Sidney Gavignet, né le 23 décembre 1968 à Saint-Martin-d’Hères, est un navigateur français.

## Carrière
En 1986, il intègre une section sport-étude à Marseille et commence en 1988 une préparation en Tornado pour les JO de Barcelone en 1992. En 1991, il devient vice-champion de France de Tornado. Il embarque avec Éric Tabarly à bord de La Poste pour la Whitbread 1993-94 puis avec Marc Pajot à bord de France 2-3 pour la coupe Louis-Vuitton 1995.
En 1996, il remporte la Transat Québec-Saint-Malo à bord du monocoque Corum skippé par Pierre Mas puis le Tour de France à la voile à bord d'E.Leclerc skippé par Paul Cayard.
En 2001, il retrouve la Whitbread, désormais appelée Volvo Ocean Race, en tant que chef de quart du voilier suédois Assa Abloy ; ils terminent deuxième. Quatre ans plus tard, Gavignet est l'un des barreurs de l'équipage ABN AMRO 1 de Mike Sanderson.
En 2009, il est recruté par le sultan d'Oman pour former les marins omanais. Il participe à la Route du Rhum 2010 mais il est victime du chavirage de son maxi trimaran Oman Air Majan. En 2012, le MOD70 Musandam-Oman Sail est mis à l'eau. Il termine deuxième de la Transat Jacques-Vabre 2013 avec Damian Foxall qui devient son routeur pour la Route du Rhum 2014. En 2017, il doit renoncer au dernier moment à prendre le départ de la Transat Jacques Vabre en Class40 et annonce dans la foulée la fin de sa collaboration avec Oman Sail. En 2018, il remporte la Route du Rhum dans la classe Rhum Mono et annonce qu'il arrête la course au large.

## Palmarès
- 2018 :
  - Vainqueur de la Route du Rhum - Destination Guadeloupe en catégorie Rhum Mono (17 inscrits), sur Café Joyeux en 16 jours, 10 heures, 18 minutes et 5 secondes ; 18e au classement général
- 2004 :
  - 2e de la Transat’ Lorient-St-Barth’ avec Pascal Bidegorry sur Banque Populaire ; vainqueur de la 1re étape
- 1998 :
  - 5e de la Transat’ Lorient-St-Barth’ avec Damian Foxall sur Skipper ELF